# La loi, c'est la loi
Pour plus de détails, voir Fiche technique et Distribution.
La loi, c'est la loi (La legge è legge en italien) est un film franco-italien de Christian-Jaque sorti en 1958. Ce film est inspiré du film Gendarmes et Voleurs joué également par Totò, sorti en 1951

## Synopsis
Dans les Alpes méditerranéennes, le village d'Assola est curieusement découpé par les méandres de la frontière franco-italienne qui zigzaguent en tout sens à travers la région. Le brigadier des douanes français Ferdinand Pastorelli fait respecter la loi tandis que son ami d'enfance, le contrebandier Giuseppe La Paglia, ne cesse de l'enfreindre. De plus, leur intimité est liée au fait que Giuseppe a épousé Antonietta, la première femme de Ferdinand, lequel a convolé en secondes noces avec Hélène.
Après s'être fait arrêter, Giuseppe découvre que la pièce où est né Ferdinand se trouve en réalité du côté italien de la frontière. Informant le douanier, ce dernier se retrouve dans une singulière et fâcheuse situation : cela remet en cause son état civil et sa nationalité française. Considéré tour à tour comme bigame, déserteur ou apatride, il est obligé de prendre le maquis. Mais comme les contrebandiers ont toujours besoin des douaniers, Giuseppe, lorsqu'il l'apprendra, fera éclater la vérité pour réhabiliter son ami Ferdinand : la pièce où Pastorelli est né n'était pas en Italie à l'époque mais bien en France. 
Vers la fin du film, Ferdinand a repris sa mission de douanier et constate que Giuseppe est en train de faire de la contrebande. Faisant d'abord mine qu'il va le laisser filer, il s'adresse alors au public en disant  « oui, je sais je sais mais la loi, c'est la loi ! » avant de se mettre à le pourchasser de plus belle.

## Fiche technique
- Titre français : La loi, c'est la loi
- Titre version italienne : La legge è legge
- Réalisation : Christian-Jaque
- Scénario : Jacques Emmanuel, Jean-Charles Tacchella, adapté par Christian-Jaque, Jean-Charles Tacchella, Agenore Incrocci, Furio Scarpelli et  Jean Manse
- Dialogues : Jacques Emmanuel, Jean Manse
- Décors : Giani Polidori
- Costumes : Pia Marchesi
- Photographie : Gianni Di Venanzo
- Son : William-Robert Sivel et O. Delgrande
- Montage : Jacques Desagneaux assisté de R. mastroianni et N. Balenci
- Musique : Nino Rota
- Production : Alfredo Bini, Robert Chabert, Franco Cristaldi, Georges Dancigers, Alexandre Mnouchkine
- Sociétés de production : Films Ariane, Filmsonor, France-Cinéma-Production (Paris) ; Vidès (Rome)
- Société de distribution : Cinédis
- Pays de production :  France,  Italie
- Langue : 2 versions - français et italien
- Genre : Comédie
- Durée : 95 minutes
- Format : Noir et blanc - 1,37:1 - 35 mm - Son mono
- Date de sortie : 
  - France : 17 septembre 1958

## Distribution
- Fernandel : Ferdinand Pastorelli (doublé par Carlo Dapporto en version italienne)
- Totò : Giuseppe La Paglia (doublé par Carlo Croccolo en version francophone)
- Noël Roquevert : le gendarme Malandin
- Anna Maria Luciani : Marisa
- Henri Crémieux : M. Bourride
- Albert Dinan : le brigadier Pelotti
- Henri Arius : le maire
- Jean Brochard : le député Bonnefoud
- René Génin : M. Donadieu
- Nathalie Nerval : Hélène Pastorelli
- Leda Gloria : Antonietta La Paglia
- Nino Besozzi : Maresciallo
- Luciano Marin : Mario
- Gustavo De Nardo : Luigi
- Aldo Vasco : le Carabiniere

## Production
- Le tournage a eu lieu du 4 novembre 1957 au 8 février 1958, sur la côte d'Azur et en Italie.
- Le village de Venafro, région de Molise province de Isernia, en Italie, devint le temps du tournage le village  d’Assola.

## Autour du film
- Quelques extraits ont été coupés sur la version italienne comme entre autres, le peintre chantant dans la mairie en travaux lorsque Ferdinand demande un extrait de naissance, interrompant ainsi leur conversation.